# Kitharída
Kitharída, en grec moderne : Κιθαρίδα, est un village du dème de Malevízi, de l'ancienne municipalité de Krousónas, dans le district régional d'Héraklion en Crète, en Grèce. Selon le recensement de 2011, il compte 52 habitants.

## Histoire
Francesco Barozzi mentionne le village en 1577 en tant que Chitaridha dans la province de Malevizi. Dans le recensement vénitien de 1583, par Castrofilaca, il est appelé Chitharida, avec 69 habitants. Francesco Basilicata, en 1630, le mentionne comme Chitaridha, tandis que le recensement ottoman, de 1671, le répertorie comme Ketaride. Dans le recensement de 1834, mené par les Égyptiens et sauvé par Robert Pashley, il est appelé Kitharida avec 15 familles, toutes chrétiennes. Le village est détruit par un tremblement de terre, en 1856
Lors du recensement de 1881, Kitharida compte 160 chrétiens et 2 Turcs et appartient à la municipalité de Krousónas. Au recensement de 1900, il appartient à la même commune et compte 149 habitants.

## Source de la traduction
- (el) Cet article est partiellement ou en totalité issu de l’article de Wikipédia en grec moderne intitulé « Κιθαρίδα Ηρακλείου » (voir la liste des auteurs).